# 難民認定
難民認定（なんみんにんてい）とは、ある国において当該国の政府から居住許可を得ていない人物（当該国にとって外国人）を本国に帰還させた場合、人種、宗教、国籍、その他特定の社会的集団の構成員であることや、政治的意見を理由に迫害される大きな危機があると考えられる場合に当人を難民と認定して居住許可を与えるための手続・制度をいう。難民認定申請は当該（危機があると考えられる）本国から命からがら避難してきた人物が行う以外にも、すでにその「ある国」に正式な許可（就労・留学・婚姻など）を得て居住している人物が本国の政変・内乱などを理由として行うこともある。

## 難民条約加盟国による難民認定

### 難民認定の件数
|                  | ①難民認定申請数 | ②難民認定者数 | 人道的な配慮による在留許可数 | ①に対する②の比率(%) |
| ---------------- | --------------- | ------------- | ---------------------------- | ------------------- |
| 日本             | 384             | 46            | 97                           | 12.0                |
| アメリカ         | 39240           | 19766         | -                            | 50.4                |
| カナダ           | 20876           | 12061         | -                            | 57.8                |
| オーストラリア   | 6353            | 1771          | -                            | 27.9                |
| ニュージーランド | 665             | 210           | -                            | 31.6                |
| イギリス         | 52080           | 8435          | 2970                         | 16.2                |
| ドイツ           | 42,908          | 2,464         | 657                          | 5.7                 |
| フランス         | 97,784          | 22,145        | -                            | 22.6                |
| ベルギー         | 22,850          | 3,730         | -                            | 16.3                |
| スペイン         | 5,254           | 238           | 123                          | 4.5                 |
| ポルトガル       | 114             | 7             | 9                            | 6.1                 |
| イタリア         | 9,346           | 907           | 4,375                        | 9.7                 |
| オランダ         | 12,347          | 967           | 8,991                        | 7.8                 |
| デンマーク       | 2,260           | 168           | 202                          | 7.4                 |
| フィンランド     | 3,574           | 12            | 585                          | 0.3                 |
| ノルウェー       | 5,402           | 567           | 1,913                        | 10.5                |
| アイルランド     | 8,551           | 556           | -                            | 6.5                 |
| スウェーデン     | 17,530          | 764           | 5,130                        | 4.4                 |
| アイスランド     | 118             | 1(1955年以降) | -                            | 0                   |

出典：UNHCRホームページ
上記の表によると、日本の庇護申請数より少ない国はポルトガル、アイスランドである。一方、日本より認定者数が少ない国はポルトガル、フィンランド、アイスランドである。2005年の難民認定申請数に対する同年に処理された認定者数の比率が日本より高い国はアメリカ、カナダ、オーストラリア、ニュージーランド、イギリス、フランス、ベルギーである。

### 各国の状況

#### 日本
日本における難民認定の方法には2つある。1つ目は国内にいる難民認定申請者の中でいわゆる難民条約・難民議定書上の難民該当性を有する者を難民と認定するというものである。2つ目は国際連合難民高等弁務官事務所(UNHCR)が行っている第三国定住プログラムでリストアップされている難民について受け入れ枠を定めて難民と認定し、国内に入国させ保護するというものである（UNHCR認定者をマンデイト難民、あるいはマンデート難民と称する）。日本では後者については（過去に、インドシナ難民に限って時限的に行った実績はあるが、広く、どの国・地域の難民でも受け入れるという意味での広汎な受入れ対応は）行っていない。
2005年1月18日、日本政府は、UNHCRが難民と認定したトルコ出身のクルド人親子2名をトルコに強制送還した。UNHCRが認定した「マンデート難民」の強制送還は世界初の事例であり、UNHCRはこれを迫害のおそれのある地域への送還（ノン・ルフールマン原則の違反）にあたるとして強く懸念を表明した。これに対し、法務省は同月25日、入国管理局長名義で「難民ではない」とする文書をUNHCRに送付し、当該人物が国内の難民認定手続および司法判断で難民と認められなかったことを理由とした。また、UNHCRが進めていた第三国定住の手続きについても、具体的な見通しが示されていないと指摘している。なお、送還当時は退去強制令書発付処分取消訴訟が上告中であり、法的判断が確定していない状態での措置であった。この対応については、難民条約や難民議定書に基づく保護義務に反する可能性があるとして、国内外の人権団体や弁護士会から批判が寄せられた。
欧米諸国では難民の認定に積極的で多数の受入れ人数の実績をもつ国が多いが、それに比べて、日本は受入れ人数の実績が少ないことから、「閉鎖的」、「反人権的」、「グローバル時代に逆行する」などの批判がある。一方、まず難民発生地域の隣接国・周辺国などが難民受け入れの負担をすべきという声もある。
具体的な難民受入れの人数はアメリカの3万人を筆頭に、2万人のドイツ、イギリス、1万人のカナダ、フランスが続くが、日本の難民認定数は年間100人に満たない（法務省調べ）。
日本の法務省（入国管理局）は「日本の難民認定数が少ないのは申請数が少ないから」としている。一方、難民認定申請者側は「日本で難民認定申請しても受け入れられないので申請しないだけ」としている。一部の法学研究者らの見解は、「日本の難民法は手続きが非常に厳格で、実際に申請できる難民はほとんどいないという制度上の問題がある」としている（法学館Law Journal）。
これらの改善を図るため、日本では法務省入国管理局関係職員以外の学識経験者などが法務大臣の指定を受け「難民審査参与員」として難民認定手続の過程に関与する制度が設けられ、2005年5月から導入されている。
国後島から北海道本島まて泳いで渡ってきたワースフェニックス・ノカルドは、日本政府の見解では「国内を移動」したことになるが、難民として認定された。

## UNHCRによる難民認定
UNHCRは難民条約加盟国による難民認定とは別に、UNHCRによる保護を必要とする者に対して難民認定証を発行する。この認定を条約加盟国による認定と区別してマンデート難民認定、マンデイト難民認定と呼び、マンデート難民認定を受けている難民をマンデート難民と呼ぶ。マンデート難民は、「中心的マンデート難民 」(core mandate refugees、UNHCR 事務所規程の第６条に規定されている UNHCR の中心的な任務（マンデート）の下にあり、すなわち 1951 年条約の第1条A（2）の定義をも満たす者)と「拡大マンデート難民」(extended mandate refugees、紛争や無差別な暴力、あるいは甚大な人権侵害や公の秩序を著しく乱す事件から逃れている者 )に分けられる。